# Litoria gilleni
Litoria gilleni (Centralian Tree Frog) es una especie de anfibio anuro del género Litoria, de la familia Pelodryadidae.

## Distribución geográfica
Es originaria de Australia.  Vive en el Territorio del Norte.
Esta rana vive en gargantas rocosas cerca de fuentes de agua. Esconde durante el día. Científicos no saben mucho sobre los huevos ni los renacuajos.